# Fura-barreira

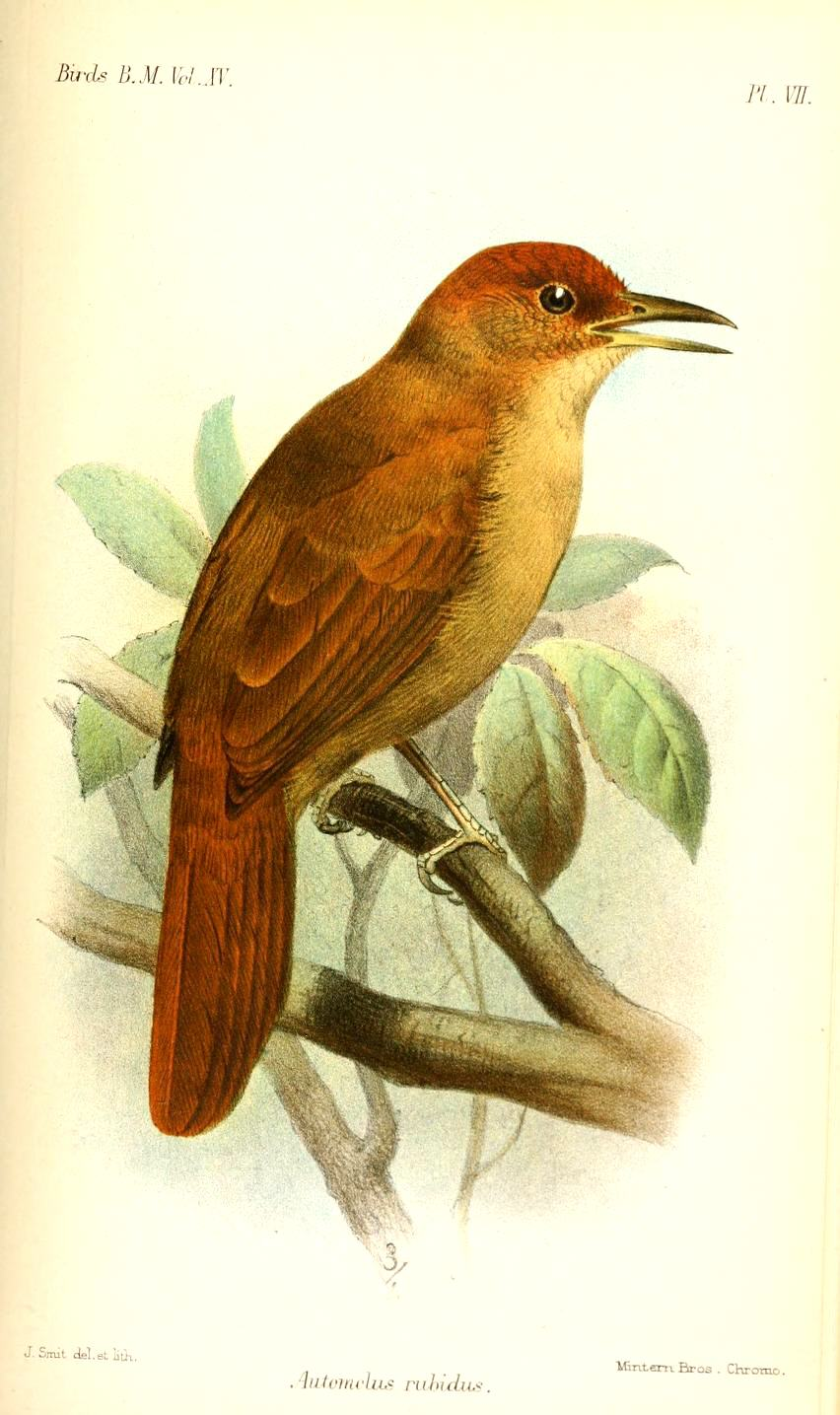
Hylocryptus rectirostris Illustration by Joseph Smit, 1890

Limpa-folhas-de-cabeça-ruiva, cisqueiro-do-rio ou fura-barreira (Hylocryptus rectirostris) é uma espécie de ave da família Furnariidae.
Pode ser encontrada nos seguintes países: Brasil e Paraguai.
Os seus habitats naturais são florestas subtropicais ou tropicais húmidas de baixa altitude.